# Beginnings: The Lost Tapes 1988–1991
Albums de 2Pac
Pac's Life
(2006) Nu-Mixx Klazzics Vol. 2 (Evolution: Duets and Remixes)
(2007)
Beginnings: The Lost Tapes 1988–1991 est un album posthume de 2Pac, sorti le 12 juin 2007.
Cet album comprend quelques-unes des premières chansons de 2Pac enregistrées en 1988. Ces morceaux ont d'abord été édités en disque pirate le 18 avril 2000, sous le titre The Loste Tapes: Circa 1988. La mère de 2Pac, Afeni Shakur, les a faits retirer des bacs en raison de la violation de copyright. En 2007, les mêmes chansons ont été rééditées, cette fois-ci avec l'accord d'Afeni Shakur, sous le titre Beginnings: The Lost Tapes 1988–1991.
L'album comprend dix titres interprétés par 2Pac et son groupe de l'époque, Strictly Dope. Ce sont ces morceaux qui avaient permis à l'artiste de rejoindre le groupe Digital Underground, tout d'abord comme roadie pour Chopmaster J, puis comme danseur et enfin comme membre du groupe à part entière.
Les deux mixes de Static contiennent un sample de Same Song, un morceau de Digital Underground dans lequel Shock G dit « Tupac, go head and rock it », juste avant que celui-ci chante. Le couplet chanté par 2Pac dans Same Song est d'ailleurs son tout premier enregistrement.

## Liste des titres
| No  | Titre                            | Contient un (des) sample(s) de                                       | Durée |
| --- | -------------------------------- | -------------------------------------------------------------------- | ----- |
| 1.  | Panther Power                    | Jungle Jazz de Kool & the Gang Rebel Without a Pause de Public Enemy | 4:37  |
| 2.  | The Case of the Misplaced Mic    | Flick of the Switch d'AC/DC                                          | 2:34  |
| 3.  | Let Knowledge Drop               |                                                                      | 3:37  |
| 4.  | Never Be Beat                    | Straight Outta Compton des N.W.A Hot Pants Road des J.B.'s           | 5:33  |
| 5.  | A Day in the Life                |                                                                      | 4:55  |
| 6.  | My Burnin' Heart                 | Black Frost de Grover Washington, Jr.                                | 6:25  |
| 7.  | Minnie the Moocher               |                                                                      | 4:19  |
| 8.  | The Case of the Misplaced Mic II |                                                                      | 2:39  |
| 9.  | Static Mix I                     | Same Song de Digital Underground featuring 2Pac                      | 4:20  |
| 10. | Static Mix II                    | Static Mix I de 2Pac                                                 | 4:00  |